# Wollsdorf (Gemeinde Sankt Ruprecht an der Raab)
Wollsdorf ist eine Ortschaft im Bezirk Weiz in der Steiermark. Sie ist eine Katastralgemeinde der Marktgemeinde Sankt Ruprecht an der Raab. Die Ortschaft hat 511 Einwohner (Stand 1. Jänner 2024). Bis Ende 1951 war Wollsdorf eine eigenständige Gemeinde.

## Geografie
Wollsdorf liegt etwa 30 km nordöstlich der steiermärkischen Landeshauptstadt Graz und nördlich von Gleisdorf im Tal der Raab. Die Seehöhe beträgt rund 370 bis 453 m.
Durch den Ort fließt der Petersbach zur Raab.
Die Ortschaft ist über die Rechberg Straße als auch die Weizerbahn an das Verkehrsnetz angeschlossen.

## Geschichte
Wollsdorf war historisch ein kleines landwirtschaftliches geprägtes Dorf. Es gibt unmittelbar keine erste urkundliche Erwähnung des Ortsnamens, jedoch gehört der Hauptort Sankt Ruprecht an der Raab zu den ältesten Siedlungsgebieten der Steiermark und wurde erstmals 860 erwähnt.
Laut Adressbuch von Österreich waren im Jahr 1938 in Wollsdorf ein Binder, ein Gastwirt, zwei Obsthändler, ein Schmied, ein Schuster, ein Viehhändler und ein Landwirt mit Ab-Hof-Verkauf ansässig.
Am 1. Jänner 1952 wurde Wolldorf nach Kühwiesen eingemeindet. Kühwiesen wurde dann seinerseits am 1. Jänner 1969 nach Unterfladnitz eingemeindet.

## Sehenswürdigkeiten und Kultur
Die ländliche Umgebung ist reich an kleinen Kapellen, Wegkreuzen und Bildstöcken. Die wichtigste Kapelle befindet sich im Zentrum des Dorfes (), bei der unter anderem jährlich am Karsamstag die Fleischweihe abgehalten wird.

### Radsport und Brauchtum
In Wollsdorf und Sankt Ruprecht finden regelmäßig kulturelle und sportliche Veranstaltungen, wie der Kürbiskernöl-Abend oder verschiedene Radrennen statt.

## Wirtschaft und Infrastruktur

### Industrie

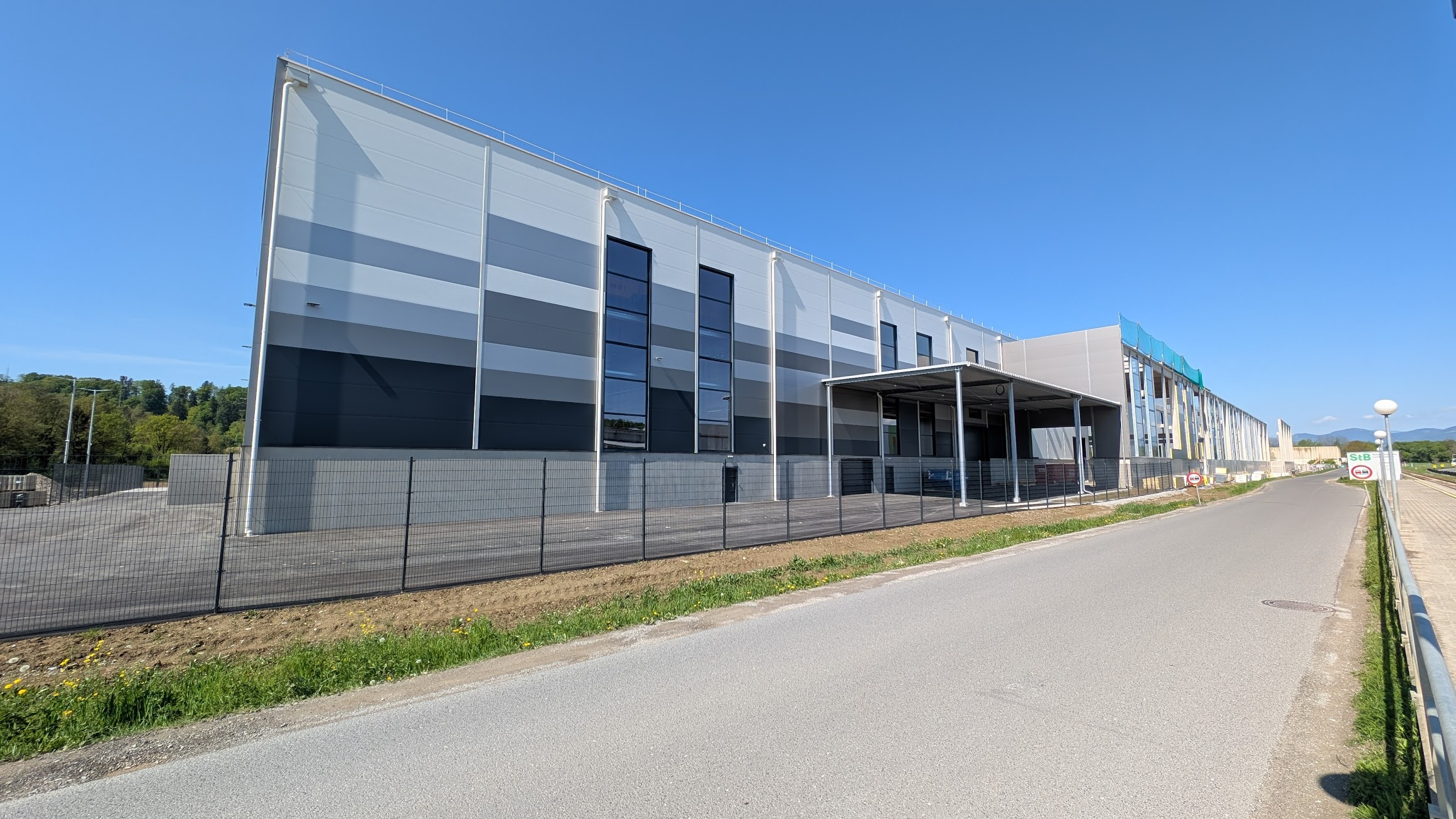
Vorderansicht des Siemens Energy Werks in Wollsdorf

Wollsdorf hat sich zu einem Industriestandort weiterentwickelt.
Prägend ist die Firma Wollsdorf Leder, die Lederprodukte für die Automobil-, Luftfahrt- und Möbelindustrie produziert und einer der größten Arbeitgeber in der Region ist. International beschäftigt das Unternehmen 1500 Menschen mit Produktionsstandorten auch in China, Kroatien und Mexiko. Die Stanzerei in Weiz wurde mit Mitte 2015 geschlossen.
Ebenfalls ansässig ist die Estyria Naturprodukte mit ihrer Marke Steirerkraft. Diese produziert Produkte wie steirische Kürbiskerne, Käferbohnen und Apfelchips und vertreibt diese europaweit. Ein weiteres Projekt ist der Bau eines neuen Siemens Energy-Transformatorenwerks, das 2024 begonnen wurde und etwa 120 neue Arbeitsplätze schaffen soll. Ebenfalls sind das Unternehmen evon, ein Anbieter von Automatisierungslösungen, sowie diverse kleinere Betriebe anzutreffen.

### Verkehr
Direkt am Ortsrand von Wollsdorf führt die Rechberg Straße B64, eine wichtige Verkehrsachse, die den Ort mit Gleisdorf, Weiz und dem überregionalen Straßennetz verbindet. Die B64 ermöglicht eine schnelle Erreichbarkeit des südlichen Autobahnknotens in Gleisdorf und damit eine direkte Anbindung an die Südautobahn A2.
Wollsdorf verfügt über einen eigenen Bahnhof an der Lokalbahn Gleisdorf-Weiz der steiermärkischen Landesbahn. Dieser Haltepunkt befindet sich am Streckenkilometer 4,5 und liegt an der Linie S31 der S-Bahn Steiermark. Diese Strecke wird ebenfalls für Güterverkehr genutzt – insbesondere Wollsdorf Leder nutzt ein Anschlussgleis für den Transport von Rohhäuten und Chemikalien.
Zusätzlich zur Bahn gibt es Regionalbus-Linien. Eine Linie ermöglicht eine Anbindung an Weiz bzw. Gleisdorf. Innerorts verkehren Schulbusse, die Schüler zu den Schulen in St. Ruprecht an der Raab und Weiz bringen.